# Yufu
Yufu (jap. 由布市 Yufu-shi) ist eine Stadt in der Präfektur Ōita in Japan.

## Geographie
Yufu liegt westlich von Ōita und Beppu, südlich von Usa und nördlich von Taketa.

## Geschichte
Die Stadt wurde am 1. Oktober 2005 gegründet.

## Verkehr
- Straßen:
  - Ōita-Autobahn
  - Nationalstraße 210
- Eisenbahn:
  - JR Kyūdai-Hauptlinie: nach Kurume oder Ōita

## Angrenzende Städte und Gemeinden
- Ōita
- Beppu
- Usa
- Taketa
- Kusu
- Kokonoe